# Champigné
Champigné è un ex comune francese di 2 153 abitanti situato nel dipartimento del Maine e Loira nella regione dei Paesi della Loira. Dal 15 dicembre 2016 è accorpato al nuovo comune di Les Hauts-d'Anjou.

## Società

### Evoluzione demografica
Abitanti censiti